# Carvin Communal Cemetery
Carvin Communal Cemetery is een begraafplaats gelegen in de Franse plaats Carvin (Pas-de-Calais). De militaire graven worden onderhouden door de Commonwealth War Graves Commission.
De begraafplaats telt 61 geïdentificeerde Gemenebest graven, waarvan 37 uit de Eerste Wereldoorlog en 24 uit de Tweede Wereldoorlog.